# Shajnë
Shajnë (serb. Шајиновац, Šajinovac) – wieś w Kosowie, w regionie Prizren, w gminie Dragaš. W 2011 roku liczyła 1069 mieszkańców. 